# 里瓦 (阿拉伯语)
里瓦或利瓦，阿拉伯词语，行政区划名称的一种，意为区或旗。在奥斯曼帝国时期，它可以与土耳其词语“桑贾克”（Sanjak）互换。在该帝国解体后，该词语曾被原在奥斯曼帝国统治下的各个阿拉伯国家使用，但逐步被卡扎（qadaa）和明塔卡（mintaqa）取代。在叙利亚，它仅偶尔用来称哈塔伊省，该省曾于1939年被法属叙利亚托管地割让给土耳其，当时称伊斯肯德伦里瓦。